# Europese kampioenschappen baanwielrennen 2019

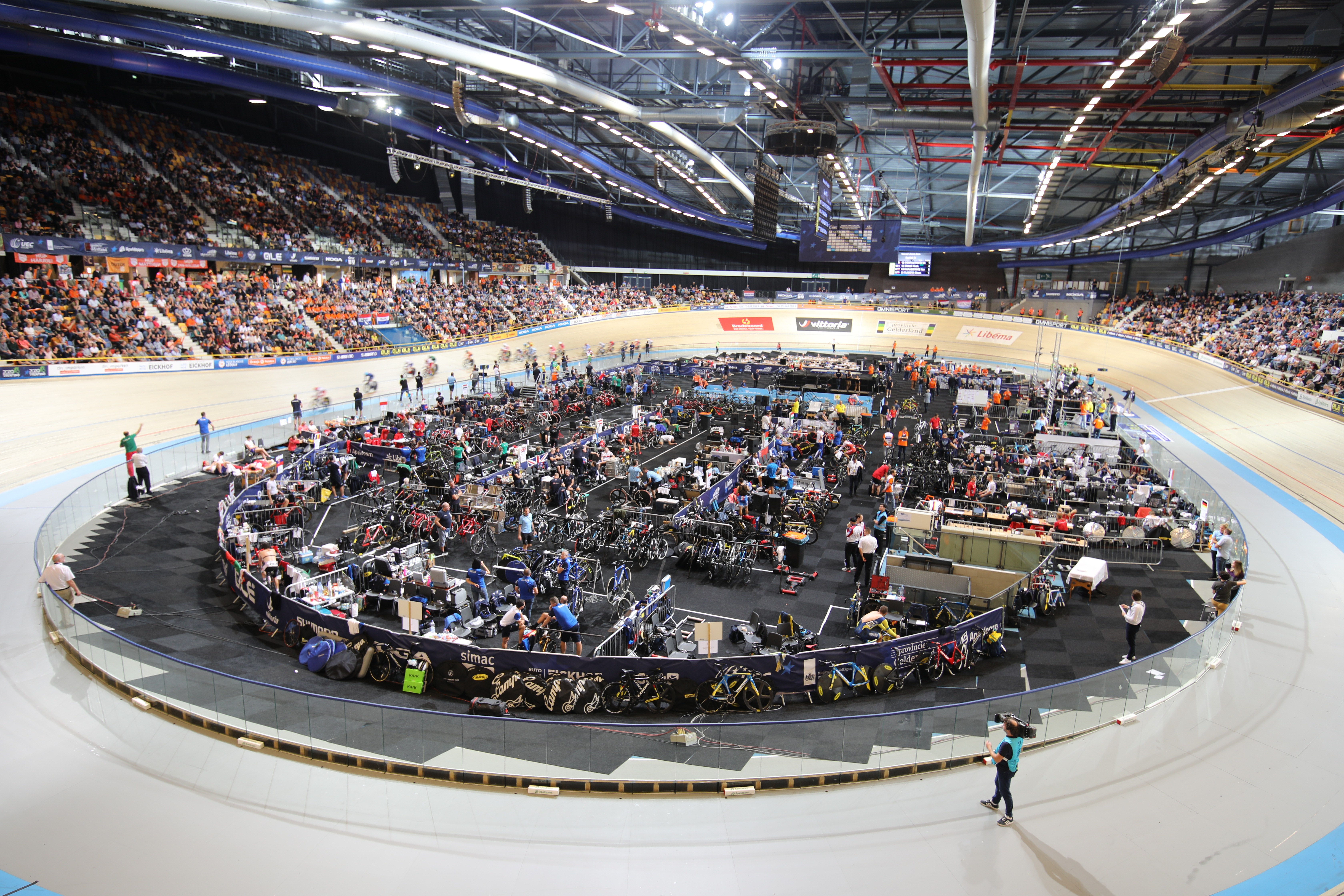
Interieur van Omnisport tijdens het EK

De Europese kampioenschappen baanwielrennen 2019 waren de tiende editie van de Europese kampioenschappen baanwielrennen die georganiseerd worden door de UEC. Ze werden van 16 tot en met 20 oktober 2019 gehouden op de wielerbaan van het Omnisport te Apeldoorn, Nederland. Er werden 22 onderdelen verreden; 11 onderdelen bij zowel vrouwen als mannen. 

## Kalender
| Datum                | Onderdeel mannen                               | Onderdeel vrouwen                                 |
| -------------------- | ---------------------------------------------- | ------------------------------------------------- |
| Woensdag 16 oktober  | Afvalkoers, teamsprint, ploegenachtervolging   | Teamsprint, scratch, ploegenachtervolging         |
| Donderdag 17 oktober | Ploegenachtervolging (finale), scratch, sprint | Ploegenachtervolging (finale), afvalkoers, sprint |
| Vrijdag 18 oktober   | Sprint (finale), omnium                        | Sprint (finale), omnium, achtervolging            |
| Zaterdag 19 oktober  | Keirin, achtervolging, puntenkoers             | Keirin, puntenkoers                               |
| Zondag 20 oktober    | Koppelkoers, 1 KM tijdrit                      | Koppelkoers, 500 m tijdrit                        |

## Medaillewinnaars

### Mannen
| Onderdeel             | 1                                                                              | 1                                                                                       | 1                                                                           |
| --------------------- | ------------------------------------------------------------------------------ | --------------------------------------------------------------------------------------- | --------------------------------------------------------------------------- |
| Sprint                | Jeffrey Hoogland                                                               | Harrie Lavreysen                                                                        | Mateusz Rudyk                                                               |
| Teamsprint            | Nederland Jeffrey Hoogland Harrie Lavreysen Roy van den Berg Matthijs Büchli   | Verenigd Koninkrijk Jack Carlin Jason Kenny Ryan Owens                                  | Frankrijk Grégory Baugé Quentin Lafargue Sébastien Vigier Melvin Landerneau |
| Achtervolging         | Corentin Ermenault                                                             | Domenic Weinstein                                                                       | Felix Groß                                                                  |
| Ploegenachtervolging  | Denemarken Lasse Norman Hansen Julius Johansen Frederik Madsen Rasmus Pedersen | Italië Michele Scartezzini Filippo Ganna Francesco Lamon Davide Plebani Simone Consonni | Verenigd Koninkrijk Ed Clancy Ethan Hayter Charlie Tanfield Oliver Wood     |
| Keirin                | Harrie Lavreysen                                                               | Denis Dmitrjev                                                                          | Matthijs Büchli                                                             |
| Omnium                | Benjamin Thomas                                                                | Lasse Norman Hansen                                                                     | Oliver Wood                                                                 |
| Tijdrit (1 kilometer) | Quentin Lafargue                                                               | Theo Bos                                                                                | Michaël D'Almeida                                                           |
| Puntenkoers           | Bryan Coquard                                                                  | Jan-Willem van Schip                                                                    | Michele Scartezzini                                                         |
| Scratch               | Sebastián Mora                                                                 | Christos Volikakis                                                                      | Wim Stroetinga                                                              |
| Afvalkoers            | Elia Viviani                                                                   | Bryan Coquard                                                                           | Filip Prokopyszyn                                                           |
| Koppelkoers           | Denemarken Lasse Norman Hansen Michael Mørkøv                                  | Nederland Jan-Willem van Schip Yoeri Havik                                              | Duitsland Maximilian Beyer Theo Reinhardt                                   |

### Vrouwen
| Onderdeel            | 1                                                                                          | 1                                                                              | 1                                                                                       |
| -------------------- | ------------------------------------------------------------------------------------------ | ------------------------------------------------------------------------------ | --------------------------------------------------------------------------------------- |
| Sprint               | Anastasia Vojnova                                                                          | Olena Starikova                                                                | Lea Sophie Friedrich                                                                    |
| Teamsprint           | Rusland Anastasia Vojnova Darja Sjmeleva Ekaterina Rogovaya                                | Duitsland Lea Sophie Friedrich Emma Hinze                                      | Nederland Kyra Lamberink Shanne Braspennincx Steffie van der Peet                       |
| Achtervolging        | Franziska Brauße                                                                           | Lisa Brennauer                                                                 | Katie Archibald                                                                         |
| Ploegenachtervolging | Verenigd Koninkrijk Katie Archibald Eleanor Dickinson Neah Evans Laura Kenny Elinor Barker | Duitsland Franziska Brauße Lisa Brennauer Lisa Klein Gudrun Stock Mieke Kröger | Italië Elisa Balsamo Martina Alzini Vittoria Guazzini Letizia Paternoster Marta Cavalli |
| Keirin               | Mathilde Gros                                                                              | Lea Sophie Friedrich                                                           | Darja Sjmeleva                                                                          |
| Omnium               | Kirsten Wild                                                                               | Laura Kenny                                                                    | Tatsjana Sjarakova                                                                      |
| Tijdrit (500 m)      | Anastasia Vojnova                                                                          | Darja Sjmeleva                                                                 | Olena Starikova                                                                         |
| Puntenkoers          | Maria Giulia Confalonieri                                                                  | Tatsjana Sjarakova                                                             | Hanna Solovej                                                                           |
| Scratch              | Emily Nelson                                                                               | Shannon McCurley                                                               | Maria Martins                                                                           |
| Afvalkoers           | Kirsten Wild                                                                               | Emily Nelson                                                                   | Nikol Plosaj                                                                            |
| Koppelkoers          | Denemarken Amalie Dideriksen Julie Leth                                                    | Verenigd Koninkrijk Katie Archibald Laura Kenny                                | Nederland Kirsten Wild Amy Pieters                                                      |

## Belgische en Nederlandse deelname

### België

#### Mannen
Duuronderdelen
- Jules Hesters (afvalkoers, scratch)[1]
- Rune Herregodts (ind. achtervolging)
- Kenny De Ketele (koppelkoers, ploegenachtervolging)
- Robbe Ghys (koppelkoers)
- Lindsay De Vylder (omnium)
- Gerben Thijssen (ploegenachtervolging)
- Fabio Van Den Bossche (ploegenachtervolging)
- Sasha Weemaes (ploegenachtervolging)

#### Vrouwen
Sprintonderdelen
- Nicky Degrendele (keirin, sprint)

Duuronderdelen
- Shari Bossuyt (koppelkoers, ploegenachtervolging)
- Lotte Kopecky (koppelkoers, ploegenachtervolging)
- Jolien D'Hoore (ploegenachtervolging)
- Annelies Dom (ploegenachtervolging)
- Gilke Croket (scratch)

### Nederland

#### Mannen
Sprintonderdelen
- Matthijs Büchli (keirin, teamsprint)
- Harrie Lavreysen (keirin, sprint, teamsprint)
- Jeffrey Hoogland (sprint, teamsprint)
- Roy van den Berg (teamsprint)
- Theo Bos (tijdrit)
- Sam Ligtlee (tijdrit)

Duuronderdelen
- Roy Pieters (afvalkoers)
- Jan-Willem van Schip (koppelkoers, omnium, puntenkoers)
- Yoeri Havik (koppelkoers)
- Wim Stroetinga (scratch)

#### Vrouwen
Sprintonderdelen
- Shanne Braspennincx (keirin, sprint, teamsprint)
- Laurine van Riessen (keirin, sprint)
- Kyra Lamberink (teamsprint, tijdrit)
- Steffie van der Peet (teamsprint, tijdrit)

Duuronderdelen
- Kirsten Wild (afvalkoers, koppelkoers, omnium, scratch)
- Amy Pieters (koppelkoers, puntenkoers)
- Kirstie van Haaften (ploegenachtervolging)
- Amber van der Hulst (ploegenachtervolging)
- Bente van Teeseling (ploegenachtervolging)
- Mylène de Zoete (ploegenachtervolging)

## Medaillespiegel
| Plaats | Land                | Goud | Zilver | Brons | Totaal |
| 1      | Nederland           | 5    | 4      | 4     | 13     |
| 2      | Frankrijk           | 5    | 1      | 2     | 8      |
| 3      | Rusland             | 3    | 2      | 1     | 6      |
| 4      | Denemarken          | 3    | 1      | 0     | 4      |
| 5      | Verenigd Koninkrijk | 2    | 4      | 3     | 9      |
| 6      | Italië              | 2    | 1      | 2     | 5      |
| 7      | Duitsland           | 1    | 5      | 3     | 9      |
| 8      | Spanje              | 1    | 0      | 0     | 1      |
| 9      | Oekraïne            | 0    | 1      | 2     | 3      |
| 10     | Wit-Rusland         | 0    | 1      | 1     | 2      |
| 11     | Ierland             | 0    | 1      | 0     | 1      |
| 11     | Griekenland         | 0    | 1      | 0     | 1      |
| 13     | Polen               | 0    | 0      | 3     | 3      |
| 14     | Portugal            | 0    | 0      | 1     | 1      |
| Totaal | Totaal              | 22   | 22     | 22    | 66     |